# Шафран золотистый
Шафра́н золоти́стый, или Кро́кус золоти́стый (лат. Crocus chrysanthus) — вид многолетних травянистых луковичных растений семейства Ирисовые (Iridaceae).

## Распространение и экология
В диком виде произрастает в Греции, Македонии, Албании, Болгарии и Турции. На горных лугах, пастбищах, каменистых склонах и в разреженных лесах.
В культуре распространен крайне широко.

## Ботаническое описание
Полиморфный вид.
Высота до 20 см.

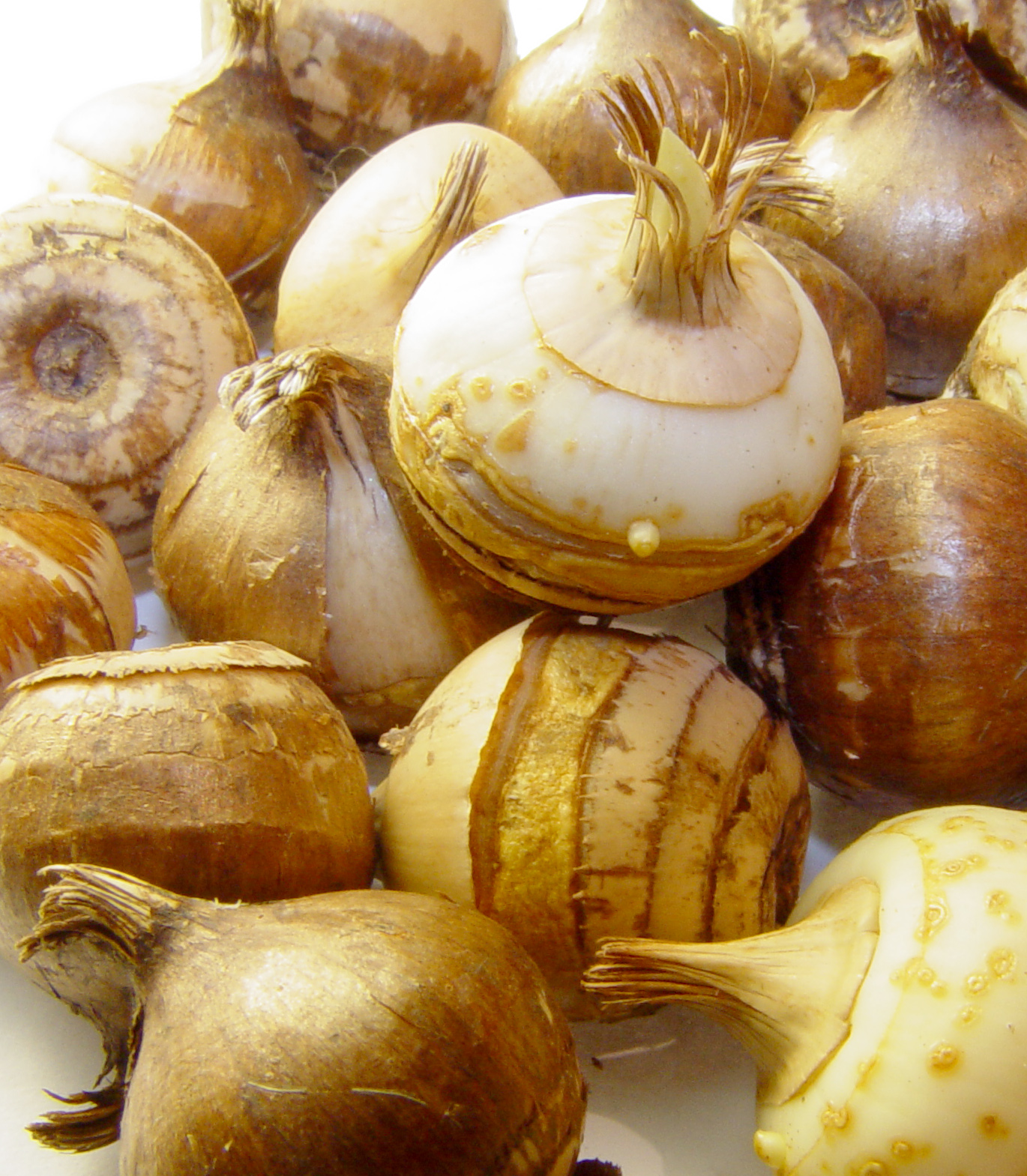
Луковицы Crocus chrysanthus 'Dorothy'

Клубнелуковицы сплюснуто-шаровидные.
Листья узкие, развиваются во время цветения.
Цветки золотисто-жёлтые, доли околоцветника отгибаются в стороны, с внешней стороны блестящие. Некоторые формы могут иметь снаружи при основании коричневые подпалины или полоски. Пыльники оранжевые, столбики красновато-оранжевые.
В средней полосе России цветёт в апреле 15—20 дней.

## В культуре
В культуре с 1841 года.
USDA-зоны: от 3a (−37.2 °C… −40 °C), до 9b (−1.1 °C… −3.9 °C).
Декоративное садовое растение. В культуре распространено несколько декоративных сортов.
В летнее время требует относительно сухой почвы.

## Некоторые сорта игибриды

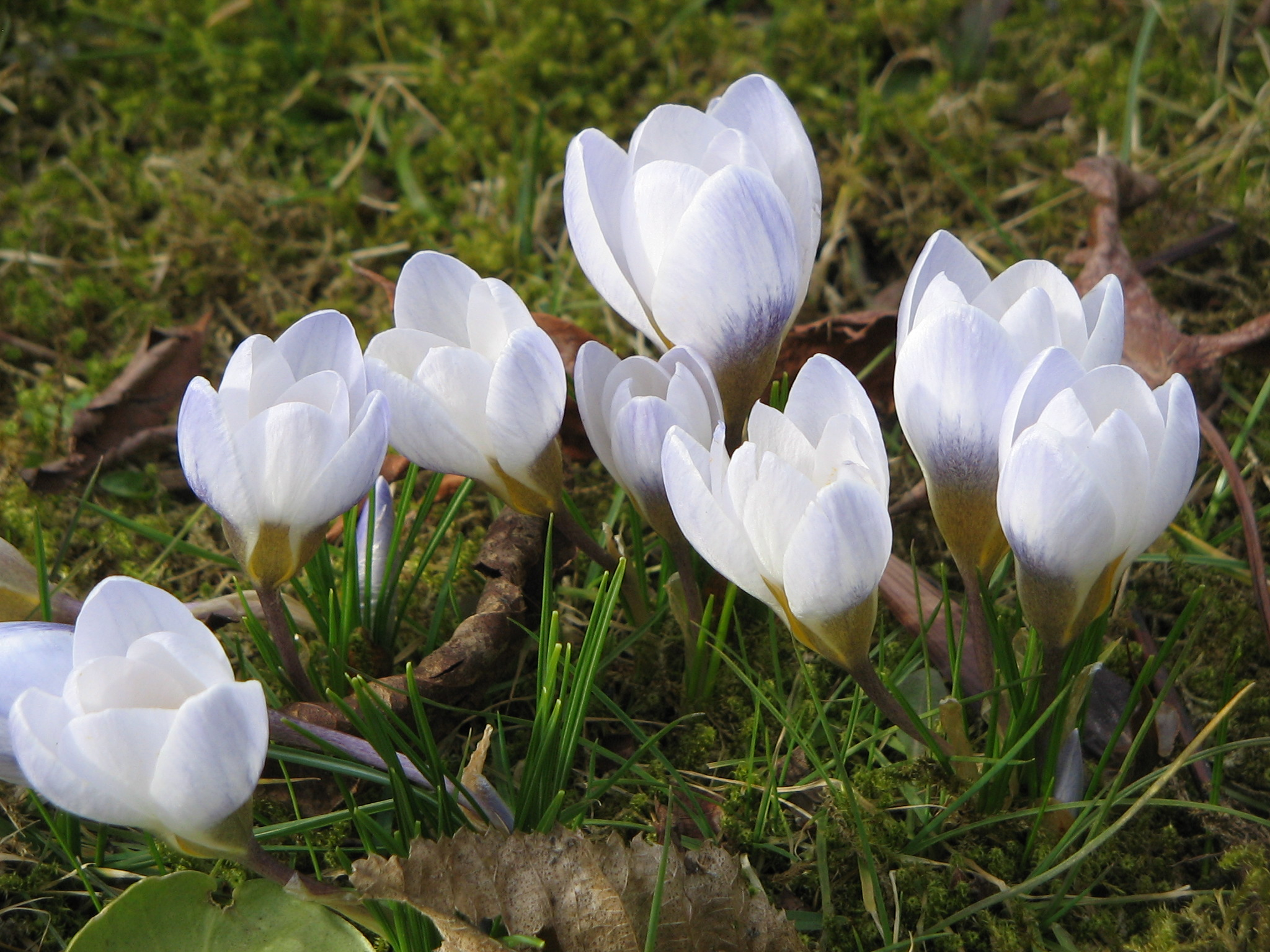
Crocus 'Blue Pearl'

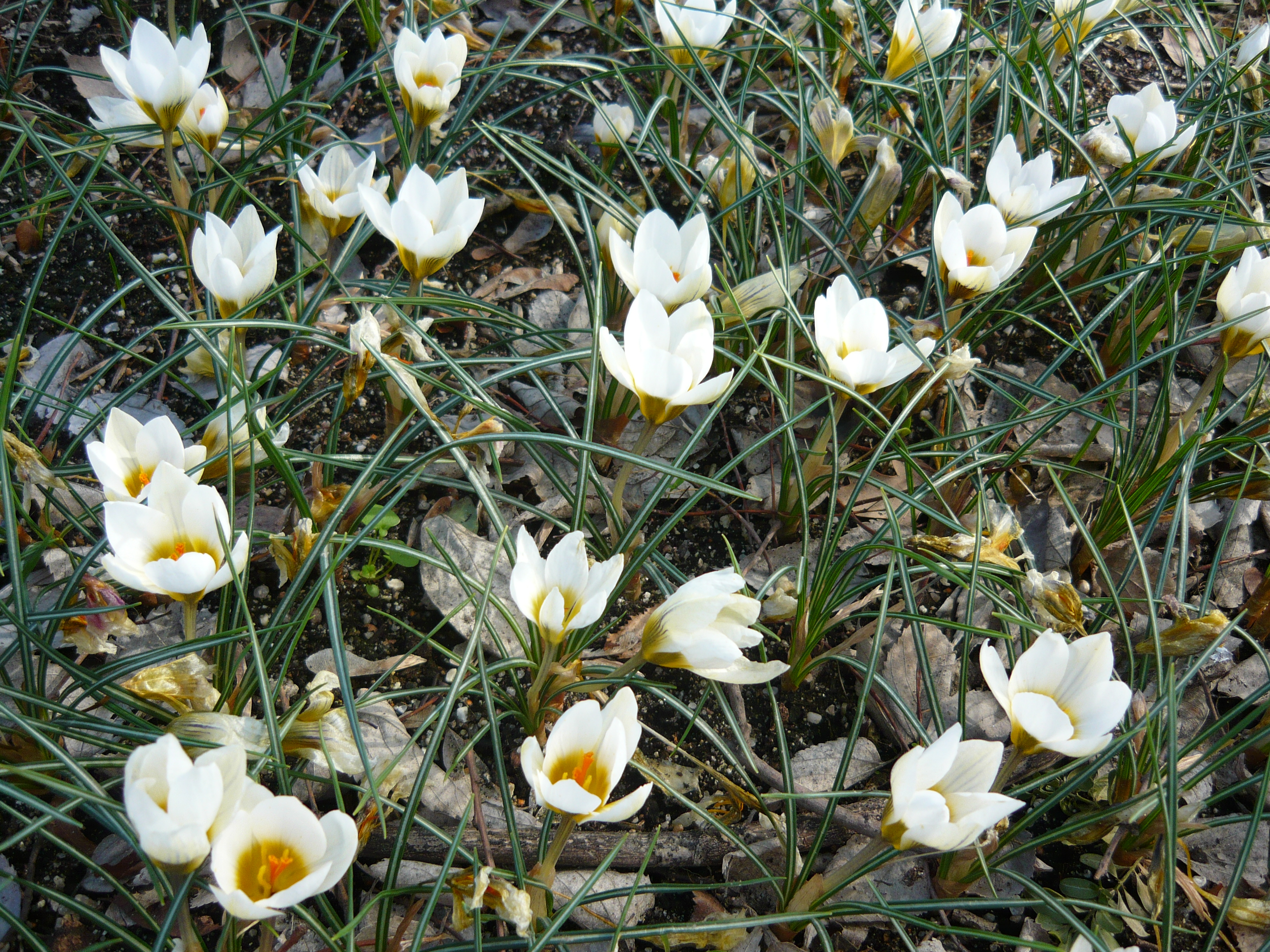
Crocus 'Snow Bunting'

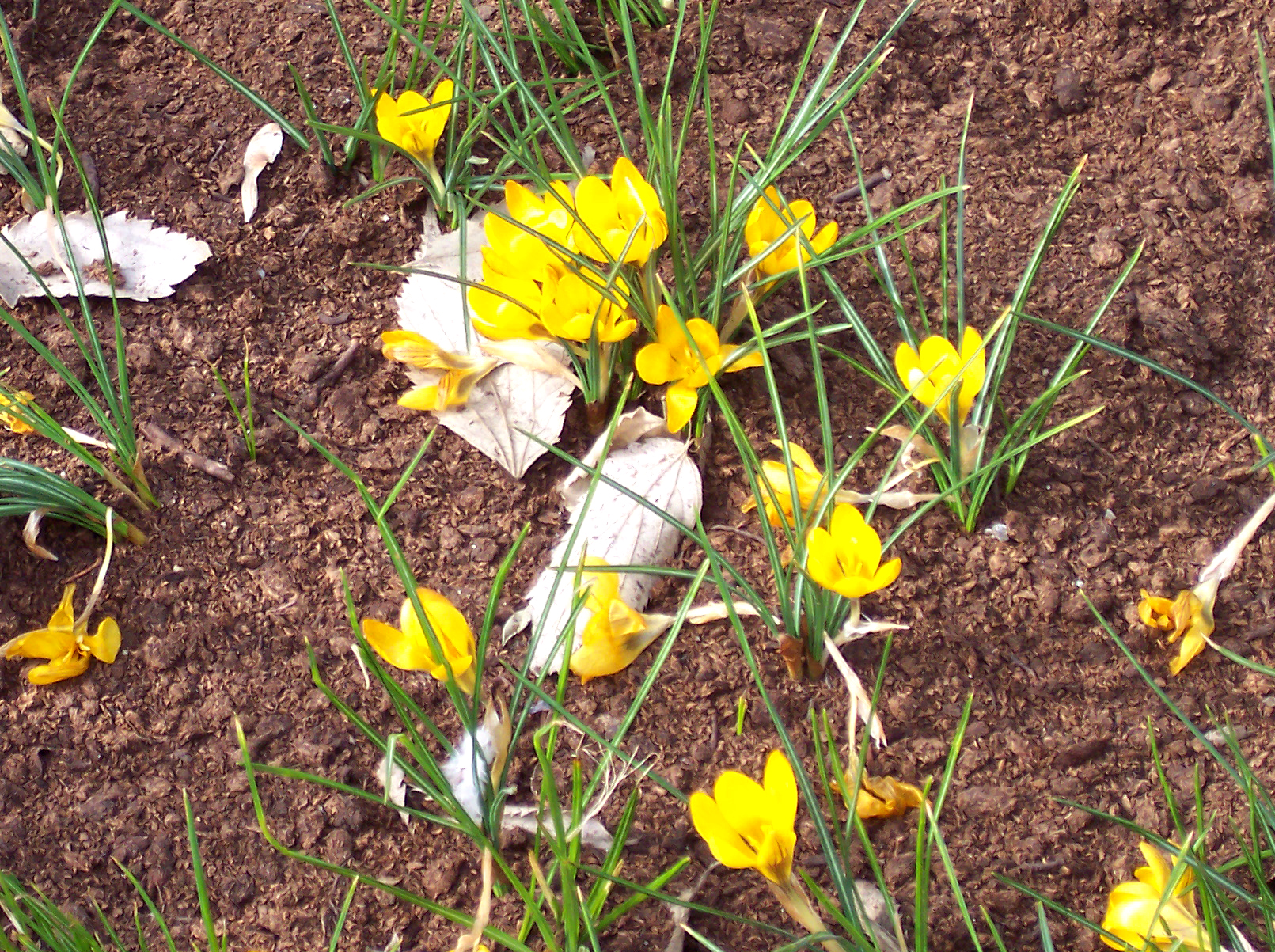
Crocus 'Zwanenburg Bronze'

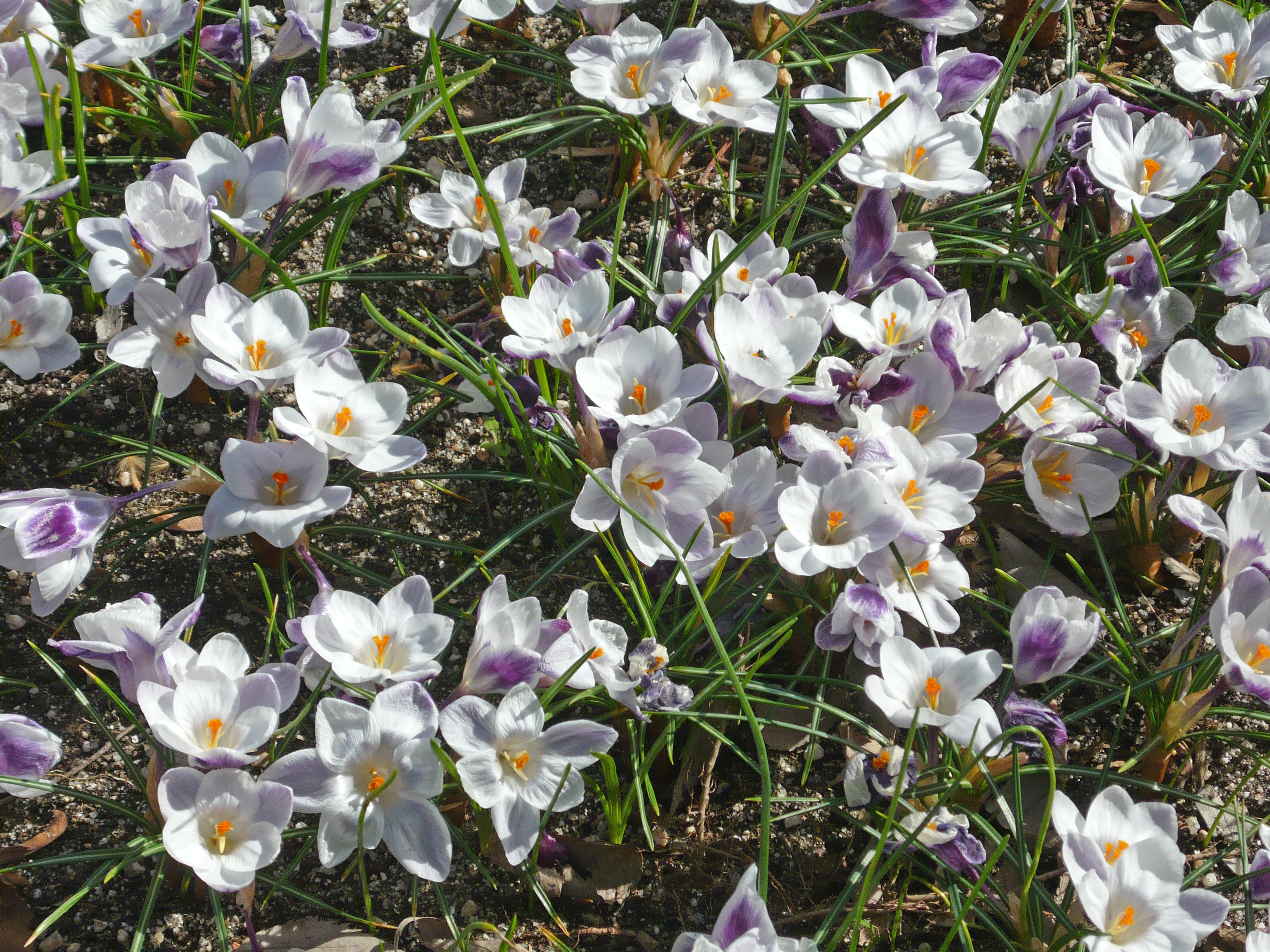
Crocus 'Prins Claus'

Некоторые из сортов, считающихся видовыми растениями, имеют гибридное происхождение.
- Crocus ×bornmuelleri =(Crocus biflorus × Crocus chrysanthus)[1]
- 'Advance' G.H. Hageman, 1953 — цветки двухцветные, кремово-белые с жёлтым центром и сиреневым налётом на внешних лепестках[4]. Хромосомы: 2n = 9[5].
- 'Ard Schenk' C.M. Berbee, 1974 — цветки белые, каждый лепесток с короткой зелёной жилкой, центр бронзово-жёлтый[6]. Высота растений около 15 см.
- 'Aubade' C.M. Berbee, 1959 — цветки белые с жёлтым центром[7].
- 'Bloemfontein' C.M. Berbee, 1958 — цветки белые с пепельно-синим налётом с внешней стороны, центр тёмно-жёлтый[8].
- 'Blue Bird' G.H. Hageman, 1951 — цветки белые, горло жёлтое, внешние лепестки с большим фиолетовым пятном и белыми краями. Хромосомы: 2n = 18[9]. Высота растений до 15 см.
- 'Blue Butterfly' H.Mc.D. Edelsten — цветки тёмно-фиолетовые[10].
- 'Blue Bonnet' (Блю Бонит) — околоцветник нежно-голубой, в зеве желтоватый, до 3 см длиной[2]. В базе данных[11] зарегистрированных сортов Royal General Bulb Growers' Association (KAVB) отсутствует.
- 'Blue Dream' Janis Ruksans, 2009 — сорт создан латвийским селекционером Я. Рукшансом. Цветки сине-фиолетовые с жёлтым горлом. Высота растений около 9 см[12].
- 'Blue Giant' G.H. Hageman, 1955 — цветки фиолетовые с бронзово-жёлтым горлом[13].
- 'Blue Jacket' C.M. Berbee, 1959 — цветки голубовато-белые с жёлтым центром[14].
- 'Blue Pearl' G.H. Hageman — цветки белые с нежно-голубым, горло тёмно-жёлтое. Хромосомы: 2n = 8[15].
- 'Blue Peter' Tubergen — цветки сине-фиолетовые с большим жёлтым центром. Хромосомы: 2n = 8[16].
- 'Blue Princess' P. de Jager & Sons, 1973 — цветки синие с бледно-жёлтым центром[17].
- 'Blue Throat' E.A. Bowles — сорт имеет неопределённый статус. Цветки белые[18].
- 'Brassband' P.B. van Eeden, 1972 — цветки соломенно-жёлтые[19].
- 'Bullfinch' E.A. Bowles — горло оранжевое, внутренняя часть цветков чисто белое, внешняя сливочно-жёлтая[20].
- 'Buttercup' Tubergen, 1952 — цветки жёлтые, внешние лепестки с коричневым перистым рисунком[21].
- 'Canary Bird' Tubergen — цветки оранжевые с пурпурно-коричневым. Хромосомы: 2n = 9[22].
- 'Charmer' Janis Ruksans, 2009 — сорт создан латвийским селекционером Я. Рукшансом. Высота растений около 9 см. Цветки бледно-жёлтые с голубовато-фиолетовым, горло жёлтое. Тычинки жёлтые[23].
- 'Constellation' P.B. van Eeden, 1971 — растения небольшого размера, цветки окрашены в бронзовые тона, центр бледно-золотисто-жёлтый[24].
- 'Cream Beauty' G.H. Hageman, 1943 — цветки сливочно-жёлтые с бронзово-зелёной основой. Хромосомы: 2n = 8[25].
- 'Crescendo' C.M. Berbee, 1970 — цветки крупные. Внешние лепестки с сиреневыми «перьями» по белой основе. Внутренние лепестки белые с полупрозрачными полосками[26].
- 'Cum Laude' C.M. Berbee, 1957 — цветки крупные, внутри лимонно-жёлтого, снаружи соломенно-жёлтого цвета. Внешние лепестки с пурпурно-фиолетовыми пятнами[27].
- 'Cupido' C.M. Berbee — цветки мелкие, внутри белые с жёлтым центром, снаружи белые внешние лепестки с серовато-жёлтыми пятнышками и узким синим пятном[28].
- 'Dandy' P. de Jager, 1960 — цветки жёлтые с бронзово-коричневым[29].
- 'Distinction' P.B. van Eeden, 1973 — цветки синие с более тёмными жилками, основание охристо-жёлтое[30].
- 'Dorothy' Barr & Sons — цветки светло-жёлтые, внешние лепестки с бронзовыми полосками. Введён в культуру до 1940 года[31].
- 'E.A. Bowles' — цветки продолговатые, лимонно-жёлтой окраски с бронзово-зелёной основой с багряными краями. Цветки больше чем у 'E.P. Bowles'. Хромосомы: 2n = 8[32].
- 'Elegance' P.B. van Eeden, 1985 — цветки яркие, лимонно-жёлтые, внешние лепестки матово-серо-коричневые с лимонно-жёлтым краем[33].
- 'Elegant' C.M. Berbee, 1961 — внутренняя часть цветков бледно-фиолетовая с бронзовым центром, на внутренних лепестках с тёмно-синие пятна[34].
- 'Eye-catcher' P.B. van Eeden, 1971 — цветки жёлтые с седовато-белым рисунком, вне внутренних лепестков седоватый белый с фиолетовой основой и с маленьким белым краем, внешние лепестки темно-сливового цвета, пыльники бледно-жёлтые. Хромосомы: 2n = 8[35].
- 'E.P. Bowles' — цветки лимонно-жёлтой окраски с бронзовой основой. Цветки меньше чем у 'E.A. Bowles'. В культуре с 1935 года[36].
- 'Frost Bound' P. de Jager & Sons, 1973 — цветки белые[37].
- 'Fuscotinctus' Tubergen — цветки жёлтые, внешние лепестки полностью покрыты перистыми фиолетовыми полосками[38]. В культуре более 100 лет. В южных регионах 'Fuscotinctus' зацветают на неделю позже, чем 'Gypsy Girl' и на две недели раньше 'Goldilocks'. Высота листьев выше, чем у 'Gypsy Girl'[39].
- 'Gipsy Girl' G.H. Hageman — цветки большие, жёлтые, внешние лепестки украшены коричневатым цветом[40]. В южных регионах 'Gypsy Girl' зацветают на неделю раньше 'Fuscotinctus'. Высота листьев меньше, чем у 'Fuscotinctus'[39].
- 'Glory of Breezand''Glory of Breezand' C.M. Berbee, 1957 — цветки крупные, жёлтого (RGB (253, 238, 0)) цвета с пятнами фиолетового цвета, центр цветка тёмно-жёлтый[41].
- 'Goldene Sonne' G.H. Hageman — цветки равномерно-жёлтые, основание бронзово-зелёное с узкими фиолетовыми полосками. В культуре появился до 1944 года[42].
- 'Goldfasan' C.M. Berbee, 1970 — цветки равномерно-жёлтые, база следно-жёлто-коричневым пятном, цветочная трубка белая с пурпурным[43].
- 'Goldilocks' Barr & Sons, 1950 — цветки тёмно-жёлтые, лепестки округлённые, фиолетово-коричневая основа[44]. В южных регионах обычно зацветают на две недели позже 'Fuscotinctus' и на три недели позже 'Gipsy Girl'[39].
- 'Goldmine' Janis Ruksans, 2009 — сорт создан латвийским селекционером Я. Рукшансом. Высота растений около 8 см. Цветки полумахровые, жёлтые[45].
- 'Grand Gala' C.M. Berbee, 1958 — цветки крупные, жёлтые. Цветочная трубка с пурпурно-зелёным переходящим в перистый фиолетовый рисунок на трёх внешних лепестках[46].
- 'Harlequin' Tubergen — цветки жёлтые (HCC 603/1), все лепестки с бронзовым основанием, внешние лепестки с перистым фиолетовым (HCC 937) рисунком. Награды: T.G.A.-B.C. 1959[47].
- 'Herald' P.B. van Eeden, 1971 — цветки жёлтые (5D), центр — 12B, внутренние лепестки — 2D, цветочная трубка бледно-бронзово-зелёная, внешние лепестки с фиолетовым (79C), пыльники бледно-жёлтые. Награды: T.G.A.-B.C. 1971; A.M.-B.C. 1972[48].
- 'Ivory Glory' G.H. Hageman, 1950 — цветки жёлтые (HCC 505/1), внутренние лепестки белые с жёлтым. Награды: A.M.-R.H.S. 1966[49].
- 'Jeannine' Tubergen, 1973 — диаметр цветков 5 см, горло бронзовое, лепестки жёлтые, внутренняя часть 8C/D. Внешние лепестки с перистым фиолетовым (79B) рисунком, края жёлтые (8D)[50].
- 'Jester' H.Mc.D. Edelsten — цветки жёлтые, в внешней части фиолетовые полоски. Награды: A.M.-B.C. 1953[51].
- 'Johan Cruyff' (syn. 'Glück') C.M. Berbee, 1959 — цветки синие с розово-фиолетовым, центр тёмно-жёлтый, внешняя сторона с пятнышками бронзового цвета[52].
- 'Ladykiller' G.H. Hageman, 1953 — цветки бледно-лиловые, внешние лепестки фиолетовые с белым краем. Хромосомы: 2n = 8. Награды: A.M.-B.C. 1953, F.C.C.-B.C. 1953, A.M.-R.H.S. 1965, A.G.M.-R.H.S. 1992[53]. Высота растений 8—10 см. Возможно является гибридом Crocus chrysanthus × Crocus biflorus[54].
- 'Lemon Queen''Lemon Queen' Barr & Sons, 1915 — цветки жёлтые с голубым. Награды: A.M.-R.H.S. 1915[55]. В культуре распространён не зарегистрированный сорт Crocus korolkowii 'Lemon Queen' c лимонно-жёлтой окраской цветов[56].
- 'Lentejuweel''Lentejuweel' C.M. Berbee, 1957 — цветки жёлтые, 3 внешних лепестка с небольшими участками покрытыми коричневым перистым рисунком[57].
- 'Lilliputaner' C.M. Berbee, 1959 — цветки белые, основание лепестков жёлтое с сиреневым краем[58].
- 'Magic' P. de Jager & Sons, 1973 — цветки большие, лимонно-жёлтые, центр охристо-жёлтый, внешняя сторона лепестков с перистым пурпурным рисунком, цветочная трубка бледно-бронзово-жёлтая[59].
- 'Mannequin' C.M. Berbee, 1959 — цветки бледно-жёлтые с тёмным центром, цветочная трубка с серо-голубым[60].
- 'Mariëtte' Tubergen, 1956 — цветки лимонно-жёлтого цвета (HCC 4), база бронзового цвета, внешние лепестки с перистым тёмно-красным рисунком. Награды: T.G.A.-B.C. 1959, H.C.-R.H.S. 1965[61].
- 'Marion' Hageman, 1953 — цветки соломенно-жёлтые с фиолетовым. Награды: A.M.-B.C. 1953, F.C.C.-B.C. 1954[62].
- 'Moonlight' Tubergen — цветки соломенно-жёлтые (HCC 604 / 2), основание бронзового цвета с переходом в перистый фиолетовый рисунок. Награды: A.M.-R.H.S. 1924, A.M.-B.C. 1931, F.C.C.-B.C. 1933[63].
- 'Morning Star' G.H. Hageman — цветки белые, с бронзово-жёлтым центром. В внешней части лепестки жёлтые (HCC 503) с пурпурными пятнышками. Награды: A.M.-B.C. 1954[64].
- 'Mystic' P. de Jager, 1973 — цветки жёлтые с коричневым центром, внешние лепестки с перистым фиолетовым (84C) рисунком[65].
- 'Nanette' Tubergen, 1949 — цветки большие, кремово-жёлтые, внешние лепестки с фиолетовым пятном[66].
- 'Parade' C.M. Berbee, 1959 — цветки относительно крупные, молочно-белые, с синим налётом[67].
- 'Paradiso' C.M. Berbee, 1959 — цветки внутри белые, небольшой центр жёлтый, внешние лепестки с 5 короткими синими полосками[68].
- 'Prins Claus' C.M. Berbee, 1967 — цветки большие, белые, с внешней стороны с синим пятном[69]. Цветки имеют пряно-сладкий аромат[4].
- 'Snow Bunting' E.A. Bowles, 1926 — цветки белые, центр бронзово-жёлтый. Хромосомы: 2n = 8[70].
- 'Symphonia' C.M. Berbee, 1959 — цветки белые с серовато-синим, центр золотисто-жёлтый[71].
- 'Topolino' C.M. Berbee, 1970 — цветки мелкие, внутренние лепестки почти равномерно зеленовато-синего цвета на жёлтом фоне, с коричнево-жёлтым пятном, внешние лепестки с коричнево-сиреневым[72].
- 'Trance' C.M. Berbee, 1959 — цветки бледно-желтые с фиолетово-голубым, в центре немного темнее, на внешних лепестках 7 тёмных полос[73].
- 'Uschak Orange' — цветки яркие жёлто-оранжевые. Форма обнаружена в Турции около города Ушак, введена в культуру M.H. Hoog[74].
- 'Warley' (syn. 'Large Warley White') — цветки белые с широкими фиолетовыми жилками на лепестках. Центр коричнево-жёлтый[75].
- 'Zwanenburg Bronze' Tubergen — цветки большие, жёлтые, снаружи почти полностью коричневые с узкими жёлтыми краями.[76].